# 석호

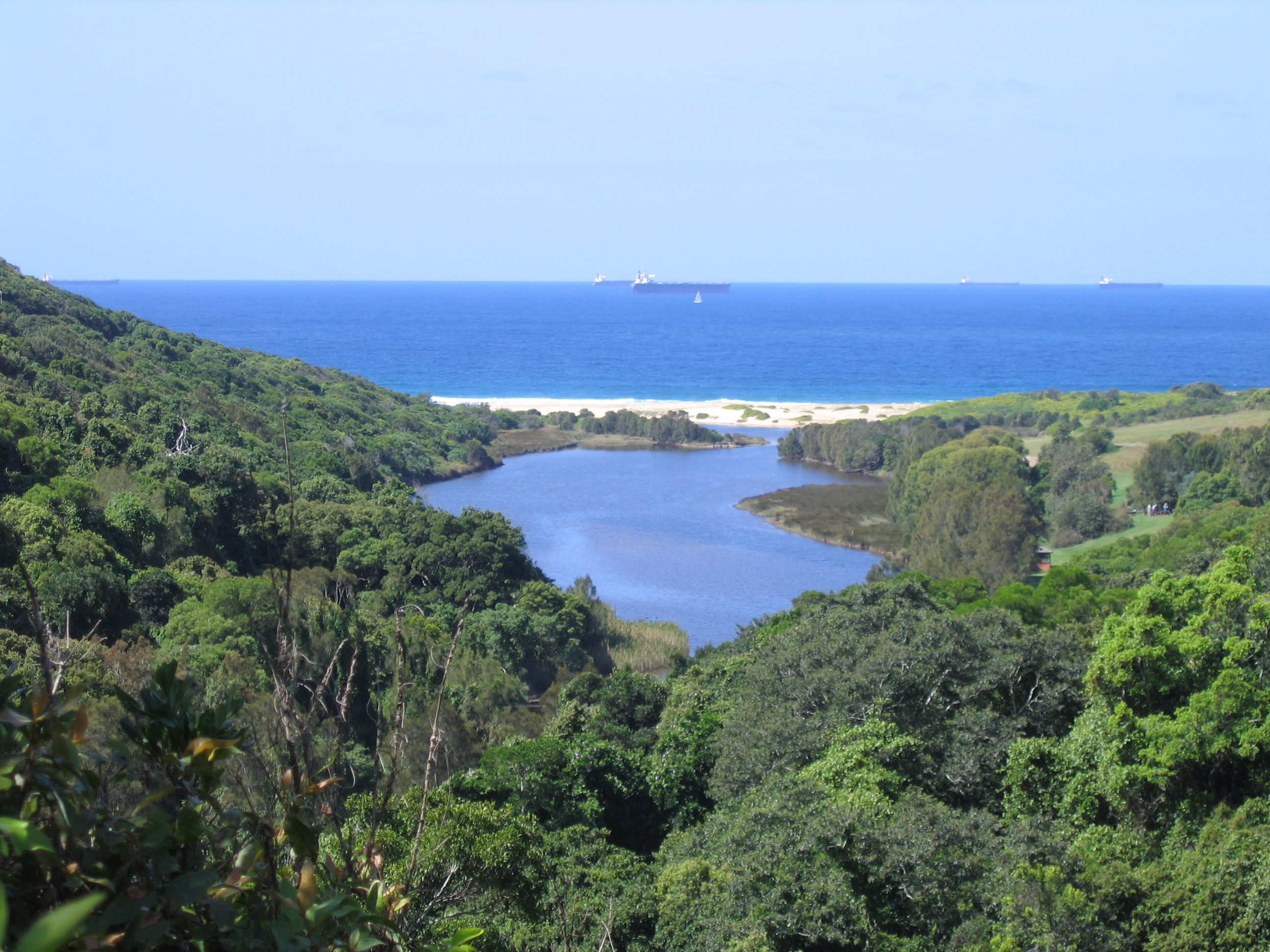
석호

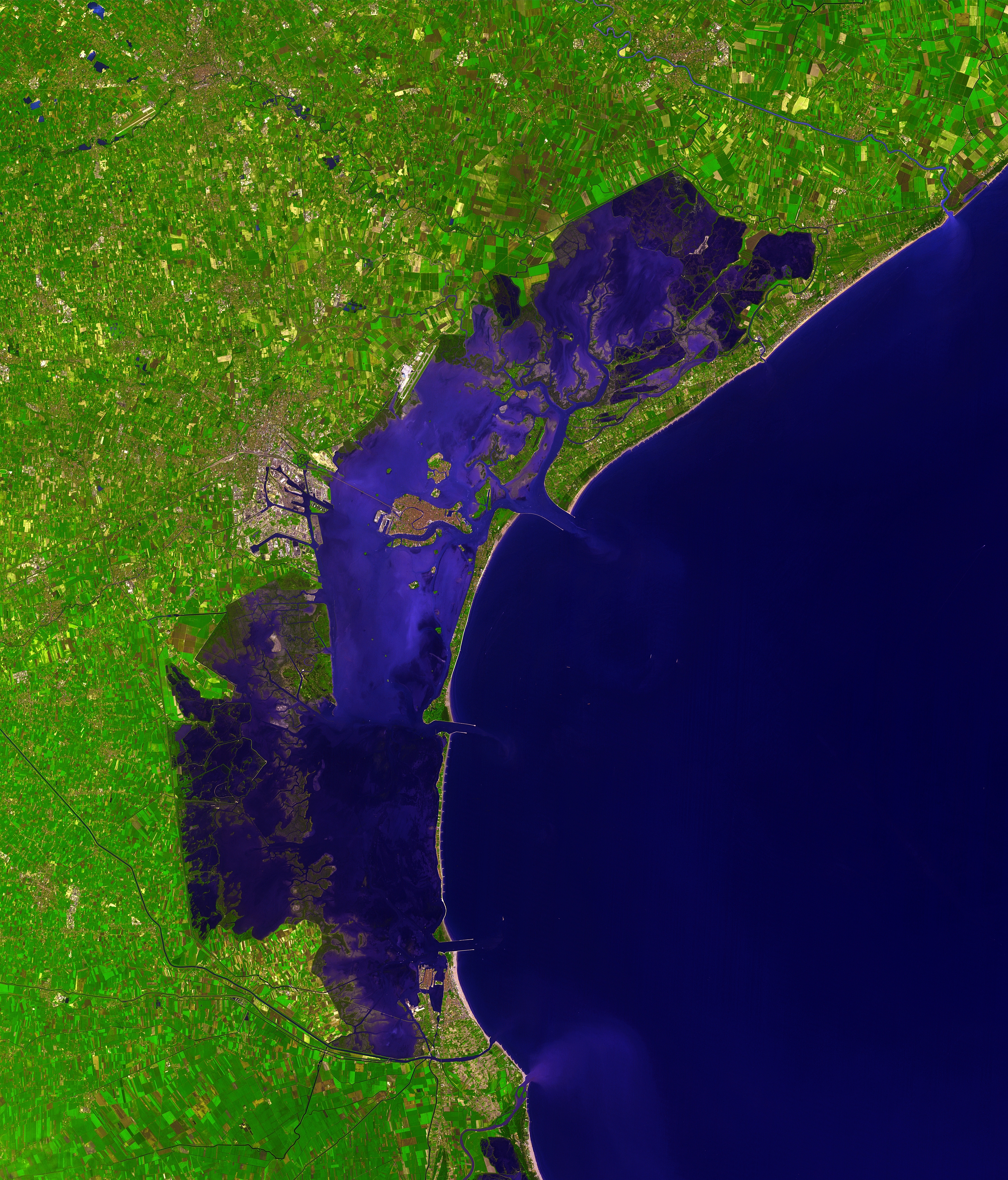
베네치아 석호

석호(潟湖, 문화어: 바다자리호수)는 사주나 사취의 발달로 바다와 격리된 호수로서, 지하를 통해서 바닷물이 섞여드는 일이 많아 염분 농도가 높고, 담수호에 비해 플랑크톤이 풍부하다. 조류가 운반해온 모래와 암석 쇄설물들이 만의 입구에 쌓여 만을 바다에서 분리하면 만은 석호가 된다. 이러한 퇴적물이 점점 많이 쌓이고 갈대 등이 자라면 석호는 결국 육지가 된다.
이 석호는 대한민국 동해안 지역에 화진포, 송지호, 경포호 등 18개소가 산재되어 있고 이곳에는 남생이, 큰고니 등 대한민국 천연기념물과 가시고기, 흑고기 등 멸종위기종이 서식하는 생태계의 보고이기도 하다.

## 우리나라의 석호
석호(潟湖)는 사취, 사주 따위가 만의 입구를 막아 바다와 분리되어 생긴 호수로 우리나라에서는 강릉 이북의 사빈 해안에 많이 발달하여 있으며, 영랑호, 청초호 따위가 있다.
- 화진포
- 송지호
- 경포호
- 서번포
- 광포
- 소동정호

## 세계의 석호의 목록
- 가스미가우라호
- 베네치아 석호
- 비스툴라 석호

## 같이 보기
- 어귀
- 유사 (수리학)